# 千葉市立磯辺中学校

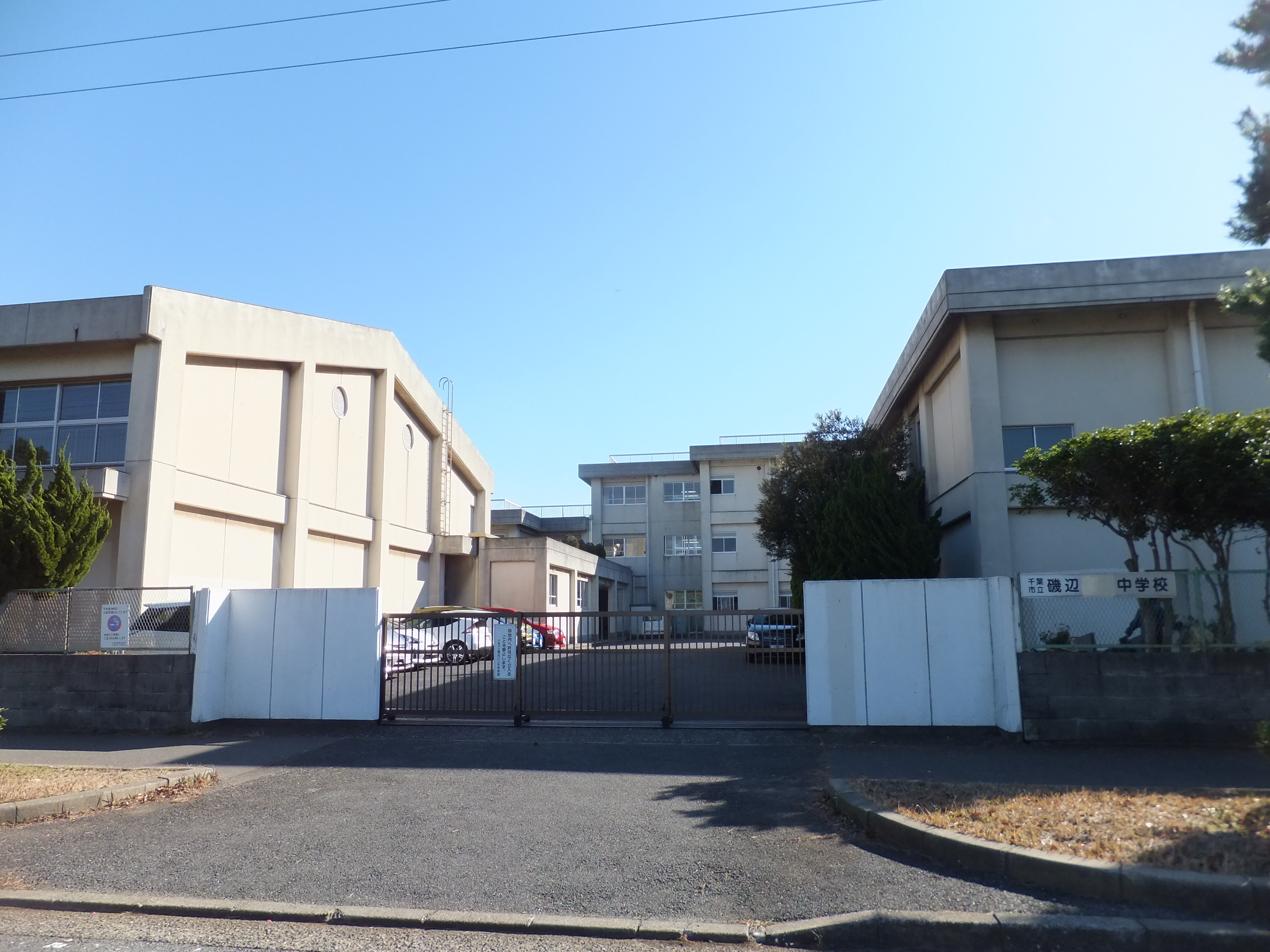
開校当初使用されていた旧磯辺第二中学校の校舎

千葉市立磯辺中学校（ちばしりついそべちゅうがっこう）は、千葉市美浜区磯辺にある公立中学校。学校の略称は磯辺中（いそべちゅう）。

## 概要
2013年（平成25年）3月に千葉市立磯辺第一中学校と千葉市立磯辺第二中学校の生徒数減少に伴う統合により、千葉市60番目の中学校として、2013年（平成25年）4月に開校した。
学区は美浜区磯辺1〜8丁目、高洲4丁目の一部、高浜5・6丁目である。

## 施設
磯辺中学校が開校した2013年（平成25年）から2014年（平成26年）までの年間、使用予定だった旧磯辺第一中学校の施設を改修するため、旧磯辺第二中学校の施設を使用していた。ここでは、改修工事後使用されている旧磯辺第一中学校の施設について記述する。
- 校舎 - 大きく3つの棟からなっており、各棟は、1階部分がコンクリートの道に、2階部分が空中廊下によって接続されており、自由に行き来することができる。
  - A棟 - 2階建て。普通教室が中心の棟であり、1年生の教室がある。また、1階に給食室、保健室、ピアノ室、第二理科室、2階には視聴覚室などがある。この棟の北西側、B棟（後述）から見て右側の部分は、磯辺第一中学校時代に増築されたものである。
  - B棟 - 3階建て。2年生と3年生の普通教室がある。職員室、校長室、事務室、昇降口など、中枢機能を特に担っている棟である。また、コンピューター室、カウンセリングルームがある。エレベーターも備わっている。磯辺第一中学校時代にはこの棟の3階部分が増築された。1階の中央階段近くにはテレフォンカード式の公衆電話があったが、統合後、公衆電話は撤去されている。
  - C棟 -  2階建て。普通教室はなく、図書室、音楽室、第一理科室、家庭科調理室・被服室、木工室・金工室など、特別教室が集中している棟である。体育館、武道場、プールなどとは渡り廊下で接続されている。

## 部活動
- 軟式野球部
- サッカー部
- ソフトテニス部
- 陸上競技部
- バスケットボール部
- バレーボール部
- 卓球部
- 剣道部
- ヨット部
- バドミントン部
- 吹奏楽部
- 美術部
- 演劇部

## アクセス
- 検見川浜駅より、徒歩10分。
- 新検見川駅より、徒歩40分。または京成バス千葉セントラル「磯辺中央」バス停すぐ。